# Демографија Турске
Према процени становништва из 2010. године Турска је имала 77.804.122 становника. Стопа раста становништва је 1,27%.
Подаци о процени: 
- Мушкарци: 39.222.995
- Жене: 38.581.127
- Густина насељености: 99,30 становника по km²[1]

## Етничке групе
| Година                 | 1914       | 1927       | 1945       | 1965       | 1990       | 2005       |
| ---------------------- | ---------- | ---------- | ---------- | ---------- | ---------- | ---------- |
| Муслимани              | 12.941.000 | 13.290.000 | 18.511.000 | 31.139.000 | 56.860.000 | 71.997.000 |
| Грци                   | 1.549.000  | 110.000    | 104.000    | 76.000     | 8.000      | 3.000      |
| Јермени                | 1.204.000  | 77.000     | 60.000     | 64.000     | 67.000     | 50.000     |
| Јевреји                | 128.000    | 82.000     | 77.000     | 38.000     | 29.000     | 27.000     |
| Остали                 | 176.000    | 71.000     | 38.000     | 74.000     | 50.000     | 45.000     |
| Укупно                 | 15.997.000 | 13.630.000 | 18.790.000 | 31.391.000 | 57.005.000 | 72.120.000 |
| % немуслиманског стан. | 19.1       | 2.5        | 1.5        | 0.8        | 0.3        | 0.2        |

## Старосна структура
| Године   | <15                 | 15-65               | 65>               |
| -------- | ------------------- | ------------------- | ----------------- |
| Мушкарци | 10.708.999 (27,30%) | 26.323.403 (67,11%) | 2.190.593 (5,58%) |
| Жене     | 10.229.102 (26,51%) | 25.747.740 (66,74%) | 2.604.285 (6,75%) |
| Укупно   | 20.938.101 (26,91%) | 52.071.143 (66,93%) | 4.794.878 (6,16%) |

## Просечна старост
| Мушкарци | 27,70 |
| Жене     | 28,40 |
| Укупно   | 28,10 |

## Стопа миграције, наталитета, морталитета и природног прираштаја
| Стопа миграције            | на 1.000 становника | 0,53  |
| Стопа наталитета           | на 1.000 становника | 18,28 |
| Стопа морталитета          | на 1.000 становника | 6,10  |
| Стопа природног прираштаја | на 1.000 становника | 12,18 |

## Стопа умрле одојчади
| Мушкарци | на 1.000 живорођених | 25,89 |
| Жене     | на 1.000 живорођених | 23,73 |
| Укупно   | на 1.000 живорођених | 24,84 |

## Очекивани животни век
| Мушкарци | 70,37 |
| Жене     | 74,19 |
| Укупно   | 72,23 |

## Стопа фертилитета
- Стопа фертилитета: 2,18[1]